# Fujifilm S5 Pro
Le Fujifilm FinePix S5 Pro est un appareil photographique reflex numérique produit par Fujifilm, il fait suite au Finepix S3 Pro. Directement dérivé du D200 de Nikon, il intègre néanmoins un capteur différent (Super CCD SR II) et un firmware Fujifilm, jugé par certains, optimisé et plus convivial au niveau des menus. L'originalité du capteur Super CCD est de posséder deux ensembles de photo-sites dont la sensibilité est décalée. La combinaison de leurs mesures donne au capteur une plus grande dynamique. À l'époque de leur sortie, les S3 et S5 ainsi équipés avaient une dynamique plus grande que leurs concurrents, dans la gamme de sensibilité où les deux types de photo-sites sont utilisés (jusqu'à 1000 ISO). Les capteurs CMOS ont ensuite progressé et la structure plus compliquée du Super CCD n'a pas permis de le faire progresser pour rester dans la compétition. 

## Historique
Lancé à la fin de l'année 2006 à un prix le rendant très attractif vis-à-vis de ses concurrents directs ($ 1,850), le S5Pro marque la fin de la série S Pro de Fujifilm qui se retire ainsi du marché des reflex numériques. 
La commercialisation du S5Pro sera limitée dans le temps puisqu'elle ne s'effectuera que sur les 4 trimestres de l'année 2007. 

## Améliorations par rapport au Finepix S3 Pro[1]
| Caractéristique         | Fuji Finepix S5 Pro                          | Fuji Finepix S3 Pro                         |
| ----------------------- | -------------------------------------------- | ------------------------------------------- |
| Corps                   | Alliage magnésium                            | Plastique (Hi Impact) à armature métallique |
| Auto focus              | 11 pts - 4 programmes AF                     | 5 pts - 3 programmes AF                     |
| ISO Max                 | 3 200 ISO                                    | 1 600 ISO                                   |
| Vit. Obtu.              | 30 - 1/8000                                  | 30 - 1/4000                                 |
| Simulation de pellicule | 5 présets                                    | 2 présets                                   |
| Prévisualisation        | Couleur ou mono                              | mono                                        |
| Alimentation            | Batteries Li - Ion (NP-150 (7.4 V, 1500 mAh) | 4 piles AA                                  |
| Format d'enregistrement | Jpeg (fine ou Normal), RAW, RAW + Jpeg(F/N)  | Jpeg, RAW                                   |
| Balance des blancs      | 9 Présélections, 5 preset. perso             | 6 preset., 2 preset. perso                  |
| Rafale max              | 3 ips, 21 prises (Jpeg ou RAW)               | 2,5 ips, 12 prises (Jpeg ou RAW)            |